# Enrique López López
Enrique López López (Cacabelos, 18 de maig de 1963) és un jutge espanyol, magistrat de l'Audiència Nacional espanyola entre 2005 i 2013 i magistrat del Tribunal Constitucional d'Espanya entre 2013 i 2014.

## Biografia
Llicenciat en Dret per la Universitat d'Oviedo, pertany a la carrera judicial des de 1989 quan va obtenir per oposició la condició de jutge que va treure's en dos anys, convertint-se en un dels jutges més joves d'Espanya. L'any següent va ascendir a la categoria de magistrat i es va especialitzar en els ordes jurisdiccionals civil i penal. Va ser destinat en els Jutjats de Primera Instància i Instrucció d'Arzúa (la Corunya), Valladolid i Lleó, entre 1991 i 1998. Es va traslladar al Consell General del Poder Judicial, on va treballar fins a 2001 com a cap de Secció del Servei de Formació Contínua de l'Escola Judicial.
Va ser escollit i nomenat vocal del Consell General del Poder Judicial on en va ser el portaveu. Durant aquella etapa va impulsar la creació dels gabinets de premsa en tots els tribunals superiors de Justícia espanyols i a l'Audiència Nacional. Va desenvolupar una activa política de comunicació en l'àmbit de la Justícia i va promoure l'aprovació d'un protocol de comunicació dirigit a tots els jutges d'Espanya. Va crear l'Observatori de Violència de Gènere dins el Consell General del Poder Judicial. Des del CGPJ es va oposar al matrimoni homosexual, a la Llei Integral de Violència de Gènere, a la Llei de Memòria Històrica i a l'Estatut de Catalunya.
Es va dedicar a la docència universitària com a professor de Dret Processal a la Universitat de Valladolid i com a professor de Dret Penal a la Universitat de Lleó i a la Universitat Europea de Madrid.
Entre els anys 2005 i 2013 va ocupar una plaça de magistrat de la Sala Penal de l'Audiència Nacional.
És autor de diverses obres i articles jurídics editats en diferents publicacions. Ha participat durant anys en diversos mitjans de comunicació i escrivia una columna setmanal a La Razón. A més, va ser patró de la Fundació Wolters Kluwer. També va crear i dirigir l'Observatorio de la Actividad de la Justicia que té com a finalitat establir un sistema d'estudi i anàlisi de l'activitat de la justícia.
El Govern espanyol el va designar magistrat del Tribunal Constitucional l'any 2013, càrrec del qual va prendre possessió el dia 13 de juny. El Parlament de Catalunya en va demanar la recusació el 2014 a causa de diverses declaracions públiques que va fer sobre Catalunya en diferents publicacions, conferències i seminaris de la Fundació FAES -entitat lligada al Partit Popular-.
Es va veure obligat a renunciar el seu càrrec de magistrat del Tribunal Constitucional a causa d'una infracció de trànsit que va cometre: l'1 de juny de 2014 les autoritats policials el van aturar conduint la moto sense casc i després de passar un control d'alcoholèmia va donar positiu. El magistrat a més va reconèixer que s'havia saltat un semàfor en vermell. Després de reconèixer els fets, va presentar la seva renúncia el 2 de juny que es feu efectiva el 9 de juliol quan va prendre possessió el seu substitut.
Un cop tornat a l'Audiència Nacional, el 22 de febrer de 2017 va ser un dels tres jutges que va firmar la condemna de tres anys i mig de presó, per enaltiment del terrorisme i injúries greus a la corona espanyola, al raper Valtònyc.